# Biennale de Munich
La Biennale de Munich (en allemand : Münchener Biennale) est un festival d'opéras organisé par la ville de Munich. Le nom complet allemand est « Internationales Festival für neues Musiktheater », littéralement : « Festival international de musique contemporaine pour le théâtre ». Le festival biennal a été créé en 1988 par Hans Werner Henze et a lieu les années paires pendant 2 à 3 semaines à la fin du printemps. Le festival s'est spécialisé en présentant des premières mondiales de musiques contemporaines en relation avec le théâtre, avec un accent particulier pour la création des premiers opéras de jeunes compositeurs.

## Les quatre premiers festivals, sous Henze
Henze, lui-même compositeur prolifique d'opéras, décrit la genèse du festival comme suit :
«  Toute l'histoire a commencé avec une question du chef de service de l'office de la culture de Munich... bon, je... serais intéressé par l'idée de la création d'une sorte de festival municipal de musique à Munich. Après une période de temps, je suggère d'organiser quelque chose qui fait défaut jusqu'à maintenant, quelque chose qui n'existe nulle part ailleurs dans le monde et pourtant est une nécessité urgente - à savoir, un endroit où la jeune génération de compositeurs intéressés par le théâtre... pourraient mettre en pratique leurs idées. »
Henze a organisé les quatre premiers festivals, de 1988 à 1994, et a fixé le format général de la plupart des festivals qui ont suivi. La création de chaque opéra est précédée peu de temps avant par des conférences et des concerts supplémentaires d'œuvres des compositeurs présentés, pour préparer les auditeurs aux idées et à la musique de ces compositeurs.

## Les festivals suivants, sous Peter Ruzicka
Peter Ruzicka a succédé comme directeur artistique (« un des postes les plus influents, administratifs et artistiques de la scène européenne du théâtre musical») en 1996. La biennale de cette année-là était organisée conjointement par Henze et Ruzicka. Ruzicka a élargi la portée des œuvres présentées, avec un accent particulier pour les œuvres utilisant le multimédia et ne s'appuyant pas seulement sur les textes comme celles qui ont caractérisé la période organisée par Henze.

## Opéras donnés à la Biennale de Munich
Les créations mondiales sont marquées CM.
| Création        |       | Compositeur               | Titre                             | livret et source |
| --------------- | ----- | ------------------------- | --------------------------------- | --- |
| 29 mai 1988     | CM    | Detlev Glanert            | Leyla und Medjnun                 | Aras Ören (de) et Peter Schneider, d'après Majnoun et Leila de Nizami                                                                                     |
| 3 Jun 1988      | CM    | Gerd Kühr (en)            | Stallerhof                        | Franz Xaver Kroetz, d'après Stallerhof (en) |
| 4 Jun 1988      | CM    | Adriana Hölszky           | Bremer Freiheit                   | Thomas Körner, d'après la pièce de Rainer Werner Fassbinder                                                                                               |
| 17 Jun 1988     | CM    | Mark-Anthony Turnage      | Greek                             | le compositeur et Jonathan Moore, d'après la pièce de Steven Berkoff                                                                                      |
| 26 avril 1990   | CM    | András Hamary             | Seid still                        | José Vera Morales, d'après la pièce Tóték de István Örkény                                                                                                |
| 28 avril 1990   | CM    | Wolfgang von Schweinitz   | Patmos                            | D. E. Sattler (de), d'après l'Apocalypse de Saint Jean dans la traduction de Martin Luther                                                                |
| 6 mai 1990      | CM    | Hans-Jürgen von Bose      | 63: Dream Palace                  | le compositeur, d'après le roman de James Purdy |
| 14 mai 1990     | CM    | Michèle Reverdy           | Le Précepteur                     | Hans-Ulrich Treichel, d'après la pièce de Der Hofmeister de Jakob Michael Reinhold Lenz                                                                   |
| 7 mai 1992      | [ 2 ] | Violeta Dinescu           | Eréndira                          | Monika Rothmaier, d'après l'histoire L'Incroyable et Triste Histoire de la candide Eréndira et de sa grand-mère diabolique (es) de Gabriel García Márquez |
| 29 avril 1992   | CM    | Jorge Liderman (en)       | Antigona Furiosa                  | le compositeur, d'après le drame de Griselda Gambaro |
| 27 mai 1992     | [ 3 ] | Giorgio Battistelli       | Teorema                           | le compositeur, librement adapté d'après le film de Pier Paolo Pasolini                                                                                   |
| 16 mai 1992     | CM    | Gerhard Stäbler           | Sünde.Fall.Beil                   | Andreas Lechner (de), d'après le drame Catherine Howard d'Alexandre Dumas père                                                                            |
| 22 mai 1992     | [ 4 ] | Param Vir (en)            | Broken Strings                    | David Rudkin (en), d'après l'histoire bouddhiste Guttil Jatak                                                                                             |
| 22 mai 1992     | [ 4 ] | Param Vir (en)            | Snatched de the Gods              | William Radice (en), d'après le poème Debatar Gras de Rabindranath Tagore                                                                                 |
| 1er mai 1994    | CM    | Tania León                | Scourge of Hyacinths              | le compositeur, d'après la pièce radiophonique de Wole Soyinka                                                                                            |
| 19 mai 1994     | CM    | Benedict Mason            | Playing Away                      | Howard Brenton |
| 4 décembre 1996 | CM    | Michael Obst (en)         | Solaris                           | le compositeur, d'après le roman de Stanislaw Lem |
| 9 décembre 1996 | CM    | Hanna Kulenty (en)        | The Mother of Black-Winged Dreams | Paul Goodwin |
| 14 avril 1997   | CM    | Roderick Watkins (en)     | The Juniper Tree                  | Patricia Debney, d'après les contes des frères Grimm |
| 19 avril 1998   | CM    | Toshio Hosokawa           | Vision of Lear                    | Tadashi Suzuki (en), d'après sa pièce The Tale of Lear |
| 21 avril 1998   | CM    | Sandeep Bhagwati (en)     | Ramanujan                         | le compositeur, d'après la vie du mathématicien indien Srinivasa Ramanujan (1887-1920)                                                                    |
| 25 avril 1998   | CM    | Jan Müller-Wieland (en)   | Komödie ohne Titel                | le compositeur, d'après le drame Comedia sin título (en) de Federico García Lorca                                                                         |
| 19 avril 1999   | CM    | Mauricio Sotelo           | De Amore                          | Peter Mussbach (de) |
| 10 mai 2000     | CM    | Chaya Czernowin (en)      | Pnima ... ins Innere              | |
| 27 avril 2002   | CM    | André Werner (en)         | Marlowe: Der Jude von Malta       | le compositeur, d'après la pièce Le Juif de Malte de Christopher Marlowe                                                                                  |
| 3 mai 2002      | CM    | Manfred Stahnke (en)      | Orpheus Kristall                  | Simone Homem de Mello |
| 12 mai 2004     | CM    | Johannes Maria Staud      | Berenice                          | Durs Grünbein, d'après Edgar Allan Poe |
| 25 mai 2004     | CM    | Brian Ferneyhough         | Shadowtime (en)                   | Charles Bernstein |
| 9 mai 2006      | CM    | Aureliano Cattaneo        | La Philosophie dans le labyrinthe | Edoardo Sanguineti, d'après le mythe grec du minotaure |
| 18 mai 2006     | CM    | José María Sánchez-Verdú  | GRAMMA                            | le compositeur |
| 17 avril 2008   | CM    | Enno Poppe                | Arbeit Nahrung Wohnung            | Marcel Beyer, librement d'après le roman Robinson Crusoé de Daniel Defoe                                                                                  |
| 18 avril 2008   | CM    | Klaus Lang (en)           | Die Architektur des Regens        | d'après la pièce Nô Shiga de Zeami (c1363–c1443) |
| 23 avril 2008   | CM    | Carola Bauckholt (en)     | hellhörig                         | (none) |
| 30 avril 2008   | CM    | Jens Joneleit (en)        | Piero – Ende der Nacht            | Michael Herrschel, librement d'après la nouvelle Die Rote de Alfred Andersch                                                                              |
| 27 avril 2010   | CM    | Philipp Maintz            | Maldoror                          | Thomas Fiedler, d'après Les Chants de Maldoror du Comte de Lautréamont                                                                                    |
| 28 avril 2010   | CM    | Márton Illés (en)         | Die weiße Fürstin                 | d'après la première version du poème dramatique de Rainer Maria Rilke                                                                                     |
| 5 mai 2010      | CM    | Klaus Schedl (en)         | Tilt                              | Roland Quitt, d'après le journal de Sir Walter Raleigh |
| 5 mai 2010      | CM    | Tato Taborda (en)         | Der Einsturz des Himmels          | Roland Quitt, d'après le livre La Chute du Ciel de Davi Kopenawa et Bruce Albert                                                                          |
| 5 mai 2010      | CM    | Ludger Brummer (web)      | In Erwartung                      | Peter Weibel |
| 9 mai 2010      | CM    | Lin Wang (en)             | Die Quelle                        | le compositeur et Can Xue, d'après l'histoire "the Double Life" de Can Xue                                                                                |
| 3 mai 2012      | CM    | Sarah Nemtsov (en)        | L'Absence                         | le compositeur, d'après Livre des Questions d'Edmond Jabès                                                                                                |
| 5 mai 2012      | CM    | Eunyoung Esther Kim (web) | Mama Dolorosa                     | Yona Kim |
| 16 May 2012     | CM    | Arnulf Herrmann (en)      | Wasser                            | Nico Bleutge (lyrics) |
| 7 mai 2014      | CM    | Marko Nikodijević (de)    | Vivier                            | Gunther Geltinger (de), d'après la vie et la mort de Claude Vivier                                                                                        |
| 8 mai 2014      | CM    | Samy Moussa (web)         | Vastation                         | Toby Litt (en) |
| 11 mai 2014     |       | Claude Vivier             | Kopernikus                        | opéra-rituel de mort, livret du compositeur |
| 17 mai 2014     | CM    | Dieter Schnebel           | Utopien                           | |
| 22 mai 2014     | CM    | Hèctor Parra              | Das geopferte Leben               | Marie NDiaye |

## Source de la traduction
- (en) Cet article est partiellement ou en totalité issu de l’article de Wikipédia en anglais intitulé « Munich Biennale » (voir la liste des auteurs).